# 広島市立口田東小学校
広島市立口田東小学校（ひろしましりつ くちたひがししょうがっこう）は、広島県広島市安佐北区にある公立小学校。

## 校内

### 1階
南側から第2理科室、事務室、校長室、職員室、放送室、保健室、たんぽぽ(特別支援学級)教室、職員更衣室、給食室となっている。

### 2階
南側から家庭科室、1年生教室、第2図書室、2年生教室、図工室

### 3階
南側から第一図書室、3年生教室、4年生教室、コンピュータールーム、音楽室

### 4階
南側から第一理科室、6年生教室、教材室、多目的教室、5年生教室、ランチルーム

## アクセス

### 鉄道
- JR芸備線「安芸矢口駅」徒歩25分

### バス
- 「はすヶ丘中バス停」徒歩5分
  - やぐちタクシーおもいやりタクシー(乗合) 安芸矢口駅→はすヶ丘→マックスバリュ→ふじランド(循環)

- 「下岩の上バス停」徒歩10分
  - 広島交通 広島駅↔︎高陽A・B・C団地、深川台、高陽台、桐葉台、大林車庫、高陽車庫
  - JRバス中国 広島駅↔︎高陽A団地、研創前(上深川)
  - 広島交通 中緑井↔︎北部医療センター